# Deutsche Einband-Meisterschaft 1964/65

Veranstaltungsort: Bottrop

Die Deutsche Einband-Meisterschaft 1964/65 war eine Billard-Veranstaltung und fand vom 14. bis zum 15. August 1964 in Bottrop statt.

## Geschichte
In der deutschen Billardzeitung Billard Revue wurde dieses Turnier als Deutsche Meisterschaft veröffentlicht. Sie wurde aber später nur als Qualifikationsturnier zur Einband-Europameisterschaft im italienischen Montecatini Terme gewertet. Klarer Sieger wurde August Tiedtke, der alle vier Partien gegen Joachim Eiter gewann. Im zweiten Match beendete er die Partie in 16 Aufnahmen, ein mit 12,50 Durchschnitt bis 200 Punkte noch nie in Deutschland erreichtes Ergebnis.

## Modus
Gespielt wurde im Round-Robin-Modus bis 200 Punkte.
Die Endplatzierung ergab sich aus folgenden Kriterien:
1. Matchpunkte
2. Generaldurchschnitt (GD)
3. Bester Einzeldurchschnitt (BED)
4. Höchstserie (HS)

## Teilnehmer (alphabetisch)
1. Joachim Eiter (Münster)
2. August Tiedtke (Saarbrücken)

## Turnierverlauf
| Name           | MP  | Pkte | Aufn. | ED   | HS |
| -------------- | --- | ---- | ----- | ---- | -- |
| 1. Spielrunde  |     |      |       |      |    |
| August Tiedtke | 2:0 | 200  | 57    | 3,50 | 21 |
| Joachim Eiter  | 0:2 | 175  | 57    | 3,07 | 22 |

| Name           | MP  | Pkte | Aufn. | ED    | HS |
| -------------- | --- | ---- | ----- | ----- | -- |
| 2. Spielrunde  |     |      |       |       |    |
| August Tiedtke | 2:0 | 200  | 16    | 12,50 | 41 |
| Joachim Eiter  | 0:2 | 59   | 16    | 3,68  | 29 |

| Name           | MP  | Pkte | Aufn. | ED   | HS |
| -------------- | --- | ---- | ----- | ---- | -- |
| 3. Spielrunde  |     |      |       |      |    |
| August Tiedtke | 2:0 | 200  | 38    | 5,26 | 24 |
| Joachim Eiter  | 0:2 | 107  | 38    | 2,81 | 30 |

| Name           | MP  | Pkte | Aufn. | ED   | HS |
| -------------- | --- | ---- | ----- | ---- | -- |
| 4. Spielrunde  |     |      |       |      |    |
| August Tiedtke | 2:0 | 200  | 36    | 5,55 | 21 |
| Joachim Eiter  | 0:2 | 176  | 36    | 3,88 | 21 |

## Abschlusstabelle
| MP    | Match Points (Sieger = 2; Unentschieden = 1; Verlierer = 0) |
| Pkte. | Erzielte Karambolagen                                       |
| Aufn. | Benötigte Versuche                                          |
| GD    | Generaldurchschnitt                                         |
| BED   | Bester Einzeldurchschnitt eines Spielers                    |
| HS    | Höchstserie                                                 |
|       | Bester GD des Turniers                                      |
|       | Bester ED des Turniers                                      |
|       | Beste HS des Turniers                                       |
|       | 1. Platz (Gold)                                             |
|       | 2. Platz (Silber)                                           |
|       | 3. Platz (Bronze)                                           |

| Endklassement             | Endklassement  | Endklassement | Endklassement | Endklassement | Endklassement | Endklassement | Endklassement | Endklassement | Endklassement |
| Platz                     | Name           | MP            | Pkte.         | Aufn.         | GD            | BED           | HS            |               |               |
| ------------------------- | -------------- | ------------- | ------------- | ------------- | ------------- | ------------- | ------------- | ------------- | ------------- |
| 1                         | August Tiedtke | 8:0           | 800           | 147           | 5,44          | 12,50         | 41            |               |               |
| 2                         | Joachim Eiter  | 0:8           | 517           | 147           | 3,51          | –             | 30            |               |               |
| Turnierdurchschnitt: 4,47 |                |               |               |               |               |               |               |               |               |